# Пандольфо, Паоло
Паоло Пандольфо (итал. Paolo Pandolfo, род. 31 января 1964, Италия) — итальянский музыковед, дирижёр и исполнитель (виола да гамба) старинной европейской музыки, композитор и импровизатор.

## Биография
Сначала обучался игре на контрабасе и гитаре как джазовый музыкант. Во II половине 1970-х годов учился игре на виоле да гамба в Римской консерватории. В 1979 году стал соучредителем ансамбля старинной музыки La Stravaganza, а затем в 1981 году переехал в Базель, где учился у Жорди Саваля в Schola Cantorum. В 1982—1990-х годах работал с Жорди Савалем в ансамблях Hespèrion XX и XXI Hespèrion.
С 1989 года служил профессором по классу виолы да гамба в Basiliensis Schola Cantorum. При этом руководит и выступает с ансамблем старинной музыки Labyrinto, став одним из его основателей в 1992 году совместно со скрипачом Энрико Гатти и клавесинистом Ринальдо Алессандрини.
Пандольфо записал множество компакт-дисков. В 1980-х он участвовал в записях ансамблевой музыки, в первую очередь с Жорди Савалем. Первая же сольная запись Пандольфо (сонаты для виолы да гамба Карла Филиппа Эмануэля Баха в 1990 году) была высоко оценена. Одна из самых значительных его работ — запись в 2000-х годах виолончельных сюит Иоганна Себастьяна Баха в аранжировке для виолы да гамба. Паоло Пандольфо возродил интерес к творчеству забытого французского композитора XVII века господина Демаши, исполнив на концертах все его сохранившиеся произведения и записав в 2012 году диск с его сюитами.
Паоло Пандольфо дал множество концертов по всей Европе, в США и Японии, играл в зале Berliner Philarmonie и в английском Whigmore Hall. Некоторые его концерты содержат подробный исторический и искусствоведческий комментарий музыканта к исполняемым произведениям. Он участвует в крупнейших фестивалях старинной музыки. Музыкальный журнал American Record Guide назвал его лучшим гамбистом нашего поколения.
Неоднократно выступал на Международном фестивале Earlymusic в Санкт-Петербурге: в 2003 году (как в Санкт-Петербурге, так и в усадьбе Архангельское под Москвой), в 2004 году в дуэте с Гвидо Балестраччи (на сцене театра Гонзага в Архангельском и в Малом зале Санкт-Петербургской филармонии), в 2006 году дал сольный концерт в Меншиковском дворце (и в стенах Нижегородского государственного художественного музея	
), в 2013 году с сольной программой в Малом зале Санкт-Петербургской филармонии, в 2015 году в концертном зале Яани Кирик в дуэте с Амели Шеман.
Музыкант является известным педагогом, среди его учеников Амели Шеман и Гвидо Балестраччи.

## Композиции и импровизация
Музыкант сочиняет музыку для виолы да гамба. В своих произведениях часто смешивает элементы барокко и танцевальной музыки 20—30-х годов XX века. Значительное влияние на его произведения оказала стилистика постмодернизма. Наиболее интересным среди его сочинений является небольшое Violatango, которое он часто исполняет на бис в своих концертах.
Паоло Пандольфо — один из немногих современных музыкантов, пытающихся возродить искусство импровизации в понимании эпохи барокко. Вот что он пишет об этом искусстве:

«Процесс возрождения дает новую жизнь старому пониманию музицирования. Всякий, кто играет старинную музыку, знает, что музыканты XV—XVIII веков импровизировали множеством способов и в различных контекстах. Например, штудию чаконы можно сравнить с тем, как джазовые музыканты XX века практиковали блюз: они создавали некую основу для развития навыков исполнительства и воображения. Многие записанные сочинения до сих пор хранят следы импровизации, и, вероятно, это было записано для того, чтобы воспитывать в музыкантах важнейший навык — экспромт. Удивительно сравнивать записи сочиненных произведений с записями импровизированной музыки, созданной „здесь и сейчас“.
Ещё одна особенность импровизации состоит в том, что таким образом тело привыкает к инструменту значительно лучше, чем если бы оно постоянно придерживалось строгого рациона фиксированности в музыке. Импровизация открывает новые музыкальные перспективы. Большинство старинных музыкантов были способны не только импровизировать, но и сочинять. Возможно, не все они были так хороши, как И. С. Бах, но так ли это важно? В наших творческих порывах мы, современные музыканты, совершенно парализованы величием композиторов прошлого. Стремясь быть аутентичными во всем, мы должны сочинять и импровизировать, подобно им, не надеясь, что кто-то сделает это за нас.
В наших руках судьба Западной музыки, и мы — единственные, кто может позволить ей жить в будущем или умереть в бесконечном повторении самой себя».

## Основная дискография
- C. P. E. Bach. Sonatas for Viola da Gamba (Tactus)
- Forqueray. Pièces de viole avec la basse continuë (integrale, Glossa; 2 CDs)
- J. S. Bach. Sonatas for Viola da Gamba and harpsichord (Harmonia Mundi)
- Marin Marais. Le Labyrinth et autres Histoires (Glossa)
- Marin Marais. Le Grand Ballet (Glossa)
- J. S. Bach. The Six Suites (Glossa)
- Tobias Hume. Spirit of Gambo (Glossa — Labyrinto, Emma Kirkby)
- Le Sieur de St. Colombe. Pieces de Viole (Glossa)
- A Solo. P. Pandolfo, T. Hume, Corkins, DeMachy, M. Marais, J. S. Bach, C. F. Abel. Solo Recital with different Authors (Glossa)
- Io Canterei d’Amor. O. diLasso, T. Crequillon, Arcadelt, D. Ortiz, R. Rogniono, A. Gabrieli (Labirinto V. Ruffo — Harmonia Mundi)
- Travel Notes. New music for the Viola da Gamba composed by Paolo Pandolfo (Glossa)
- Improvisando. (Glossa)
- Heinrich Isaac. La Spagna. D. Ortiz. Variations on La Spagna played by P. Pandolfo (Bongiovanni)
- Canzon del Principe (Solos by Oratio Bassani played by P. Pandolfo (Divox Antiqua)